# Alice Perrin

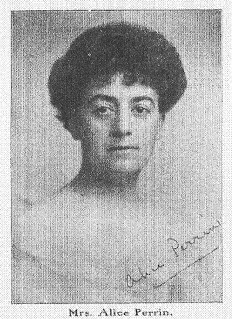
Alice Perrin

Alice Perrin oder auch Alice Robinson (* 15. Juli 1867 in Masuri, Uttarakhand, Indien; † 13. Februar 1934 in Vevey oder La Tour-de-Peilz, Kanton Waadt, Schweiz) war eine anglo-indische Schriftstellerin.

## Leben
Alice Robinson war die Tochter des englischen Kavalleriegenerals Johan Innes Robinson und seiner Frau Bertha geb. Biedermann. Ihr Großvater Sir George Robinson war Direktor der Britischen Ostindien-Kompanie gewesen. Alice Robinson besuchte Schulen in England und heiratete nach ihrer Rückkehr nach Indien am 26. Mai 1886 den Ingenieur Charles Perrin († 1931), der bei der englischen Kolonialverwaltung arbeitete. Das Ehepaar hatte ein Kind, Lancelot Charles Perrin.
Alice Perrin schrieb seit ihrer Zeit als Ehefrau in Indien Romane und Kurzgeschichten, die das Publikum durch romantische Stoffe im Zusammentreffen des englischen Koloniallebens mit der indischen Kultur faszinierten. Durch das Buch East of Suez mit Gespenstergeschichten wurde sie besonders bekannt. Ihre Schrift Idolatory ist eine der wenigen kritischen englischen Publikationen über die Missionstätigkeit in Indien. Die Werke erschienen in verschiedenen Verlagen in London und New York.
Seit 1902 lebte die Familie in England, und im Jahr 1925 übersiedelte sie in die Region von Vevey am Genfersee in der Schweiz. 1928 starb der einzige Sohn, und 1934 starb Alice Perrin in La Tour-de-Peilz.

## Werke
- Into Temptation. White. London 1894.
- Late in Life. Hurst & Blackett. London 1896.
- East of Suez. London 1901.
- The Spell of the Jungle. Treherne. London 1902.
- The stronger claim. Eveleigh Nash. London 1903.
- The Waters of Destruction. Chatto & Windus. London 1905.
- Red Records. Chatto & Windus. London 1906.
- A Free Solitude. Chatto & Windus. London 1907.
- Idolatry. Duffield. New York 1909.
- The Charm. Fitzgerald. New York 1910
- The Anglo-Indians. Methuen. London 1912.
- The Happy Hunting Ground. Methuen. London 1914.
- The Woman in Bazaar. Cassell. London 1914.
- Tales that are told. Skeffington. London 1917.
- Star of India. Cassell. London 1919.
- The vow of silence. Cassell. London 1920.
- Government House. Cassell. London 1925.
- Other Sheep. Benn. London 1932.